# Muraltia empleuridioides
Muraltia empleuridioides är en jungfrulinsväxtart som beskrevs av Schlechter. Muraltia empleuridioides ingår i släktet Muraltia och familjen jungfrulinsväxter. Utöver nominatformen finns också underarten M. e. diversifolia.